# Zizhongosaurus
Zizhongosaurus — рід вимерлих ящеротазових динозаврів із родини вулканодонтових, групи зауроподів, що жили в ранньому юрському періоді, на території нинішньої Азії. Скам'янілості Тероподи були знайдені в місцевості Zizhong провінції Сичуань, Китай. Вперше описаний палеонтологом Донго у 1983 році. Представлений одним видом — Z. chuanchengensis.